# Врублевський Валерій Антоній
Валерій Антоній Врублевський (15 грудня 1836, Желудок, Білорусь — 5 серпня 1908, Уарвіль, Франція) — діяч білоруського, польського та міжнародного революційного руху.

## Життєпис
Народився в містечку Желудок Лідського повіту (нині міське селище в Щучинському районі Білорусі) в сім'ї безземельного шляхтича Антона Врублевського і Розалії з роду Юровських. Батько його працював лісником, потім скарбником у графа Тізенгаузена.
Закінчивши в 1853 Віленську гімназію, вступив на навчання до Петербурзького лісового інституту (на споруді університету встановлена меморіальна дошка)). Під час навчання брав участь у студентському політичному русі, був членом нелегального революційного гуртку, яким керували польські революціонери Зигмунт Сераковський і Ярослав Домбровський.
У 1861 направлений інспектором лісової школи у село Сокулка Гродненської губернії. У 1861-1862 рр. брав активну участь у створенні нелегальної революційної організації на Гродненщині, вів пропаганду серед учнів школи. Разом з Кастусем Калиновським редагував, друкував і поширював нелегальну революційно газету білоруською мовою «Мужицька правда».
Під час повстання 1863—1864 років Врублевський керував повстанськими загонами. Він був прихильником лівого крила «червоних», які дотримувалися революційних поглядів і спиралися на селянство, вимагали ліквідації поміщицького землеволодіння, рівних прав усіх народів краю. Під час бою з козаками 7 серпня 1864 був порубаний шаблями, але вижив.

### На еміграції
Після лікування емігрував до Франції. У Парижі керував демократичними організаціями білорусько-польських емігрантів. А 18 березня 1871 р. у Франції сталася революція, і був створений перший в історії людства робочий уряд Паризької Комуни, де Врублевський серед інших співвітчизників, активно підтримав революційні прагнення французів. У цьому виступі він бачив «соціальну революцію, яка при успіху може перевернути весь порядок, що існує зараз в Європі…». У званні полковника (отримав напередодні повстання) Врублевський запропонував комунарам свої послуги і план військових дій. Незабаром йому було присвоєно звання генерала і він очолив одну з трьох революційних армій, яка захищала південну частину м. Парижа. У боях Врублевський показав себе вмілим, розсудливим і завбачливим полководцем і боровся на чолі армії до останнього дня існування Паризької комуни.
Версальцями заочно був засуджений до смертної кари. З фальшивим паспортом Врублевський переїхав до Великої Британії, де близько познайомився з Карлом Марксом і Фрідріхом Енгельсом. В цей же час здоров'я його сильно похитнулося в наслідку численних поранень, йому насилу вдалося уникнути ампутації руки.
Підлікувавшись в лікарні Лондонського університету, Врублевський вступив у I-й Інтернаціонал. У жовтні 1871 р. його було обрано у члени Генеральної ради I Інтернаціоналу, секретарем-кореспондентом для Польщі. Ідеї Інтернаціоналу Врублевський проповідував в емігрантській організації «Люд польський», створеної в Лондоні за його ініціативою. У 1871-1872 рр. Врублевський був головою судової («третейської») комісії, яка розбирала конфлікти між членами I Інтернаціоналу. Підтримував Маркса і Енгельса проти Бакуніна М. О..

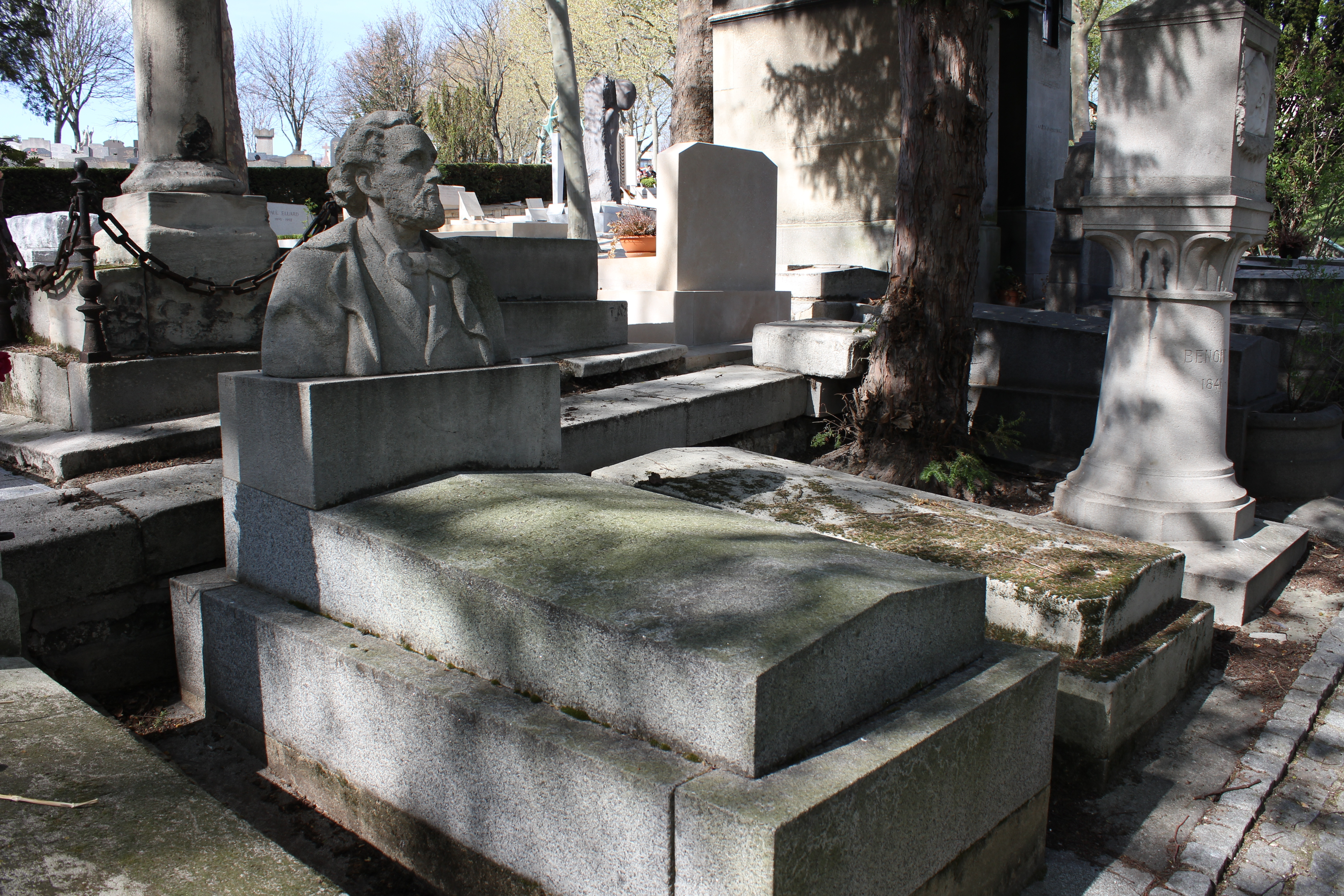
Могила Врублевського на кладовищі Пер-Лашез

Після розпаду I Інтернаціоналу і організації «Люд польський» (1876 р.) Врублевський перебрався до м. Женеви. У 1878 р. він нелегально приїздив до Російської імперії (м. Одеса, м. Петербург), де зустрічався з «народниками-землевольцями».
Коли французький уряд оголосив амністію учасникам Паризької комуни, в 1885 р. Врублевський переїхав до Франції і оселився в місті Ніцці. У 1901 р. французький уряд навіть призначив йому пенсію.
Останні роки життя він провів у Уарвілі (коло м. Парижу) в будинку колишнього комунара і земляка Г. Геншінського.
Похований він у Парижі на кладовищі Пер-Лашез, біля стіни Комунарів. На його надгробку напис: «Героїчному синові Польщі — народ Парижу».

## Пам'ять
На честь генерала В. Врублевського названі вулиці в Катовицях і Гродно.
Оцінка діяльності Врублевського дана в словах В. І. Леніна: «… Пам'ять Домбровського і Врублевського нерозривно пов'язана з найбільшим рухом пролетаріату в XIX столітті …».